# Peter M. Rentzepis
Peter Michael Rentzepis (* 11. Dezember 1934 in Kalamatis, Griechenland)  ist ein US-amerikanischer Chemiker (Physikalische Chemie). Er ist Professor an der University of California, Irvine.
Rentzepis besuchte das Denison College mit dem Bachelor-Abschluss 1958, die Syracuse University mit dem Master-Abschluss 1960 und wurde 1963 an der Universität Cambridge in Physikalischer Chemie promoviert. 1960/61 war er an den General Electric Forschungslaboratorien und 1963 bis 1973 an den Bell Laboratories. 1981 wurde er Professor an der Yale University und 1986 an der University of California, Irvine.
Er leistete 1989 Pionierarbeit bei dreidimensionalen optischen Speichern auf Photochromie-Basis.
Er erhielt den Irving Langmuir Award, den Peter Debye Award, den Tolman Award und den Cressy Morrison Science Award der New York Academy of Sciences. Er ist Mitglied der National Academy of Sciences. Er ist Ehrendoktor der TU Athen, der Syracuse und Carnegie-Mellon University. Er ist Fellow der American Physical Society und der New York Academy of Sciences.